# Luis Moreno Ocampo
Luis Moreno-Ocampo, né le 4 juin 1952 à Buenos Aires, est un juriste argentin, premier procureur de la Cour pénale internationale entre le 16 juin 2003 et le 16 juin 2012. 
Précédemment, il est procureur en Argentine, où il se fait connaitre en enquêtant sur des affaires de corruption et de non-respect des droits de l'Homme par des militaires durant la dictature passée. Il a également enseigné le droit pénal. Il est aujourd'hui avocat privé.
Son image se détériore après son passage à la Cour pénale internationale en raison d'une accusation de viol dont il fait l'objet et pour des faits de corruption révélés en 2017.

## Biographie

### Carrière argentine
(janvier 2016).
Moreno-Ocampo est diplômé de la faculté de droit de l'Université de Buenos Aires en 1978. Entre 1980 et 1984, il travaille au bureau du Procureur-général. Par la suite, il obtient un poste de procureur. Il fait ses premières apparitions publiques en 1985 lors du « Juicio a las Juntas », premier procès d'une justice civile d'officiers généraux pour crimes en masse depuis le procès de Nuremberg,. Neuf officiers de haut rang dont trois anciens chefs d'État ont comparu, cinq ont été jugés coupables. Moreno Ocampo a ensuite occupé le poste d'avocat général à Buenos Aires de 1987 à 1992, temps pendant lequel il poursuit les responsables de la guerre des Malouines, les chefs de deux rébellions militaires et des douzaines de cas de corruption au plus haut niveau,. En 1987, il obtient l'extradition du général Guillermo Suárez Mason (en) depuis les États-Unis.
Il renonce à son poste en 1992 et ouvre une étude privée, Moreno-Ocampo & Wortman Jofre. Il défend plusieurs personnages controversés, dont Diego Maradona, l'ancien ministre de l'économie Domingo Cavallo et un prêtre accusé d'abus sexuels sur mineurs. Il représente les victimes lors de la procédure d'extradition de l'ancien criminel de guerre nazi Erich Priebke, ainsi que dans le procès du meurtrier du général chilien Carlos Prats
Pendant cette période, il travaille également comme professeur de droit pénal à l'université de Buenos Aires ; il est professeur invité à l'université Stanford et à Harvard. Il est membre du comité consultatif de Transparency International et a officié comme président de sa délégation en Amérique latine et aux Caraïbes.
Vers la fin des années 1990, il participe à l'émission de télé réalité Fórum, la corte del pueblo, dans laquelle il arbitre des disputes de voisinage.

### Cour pénale internationale

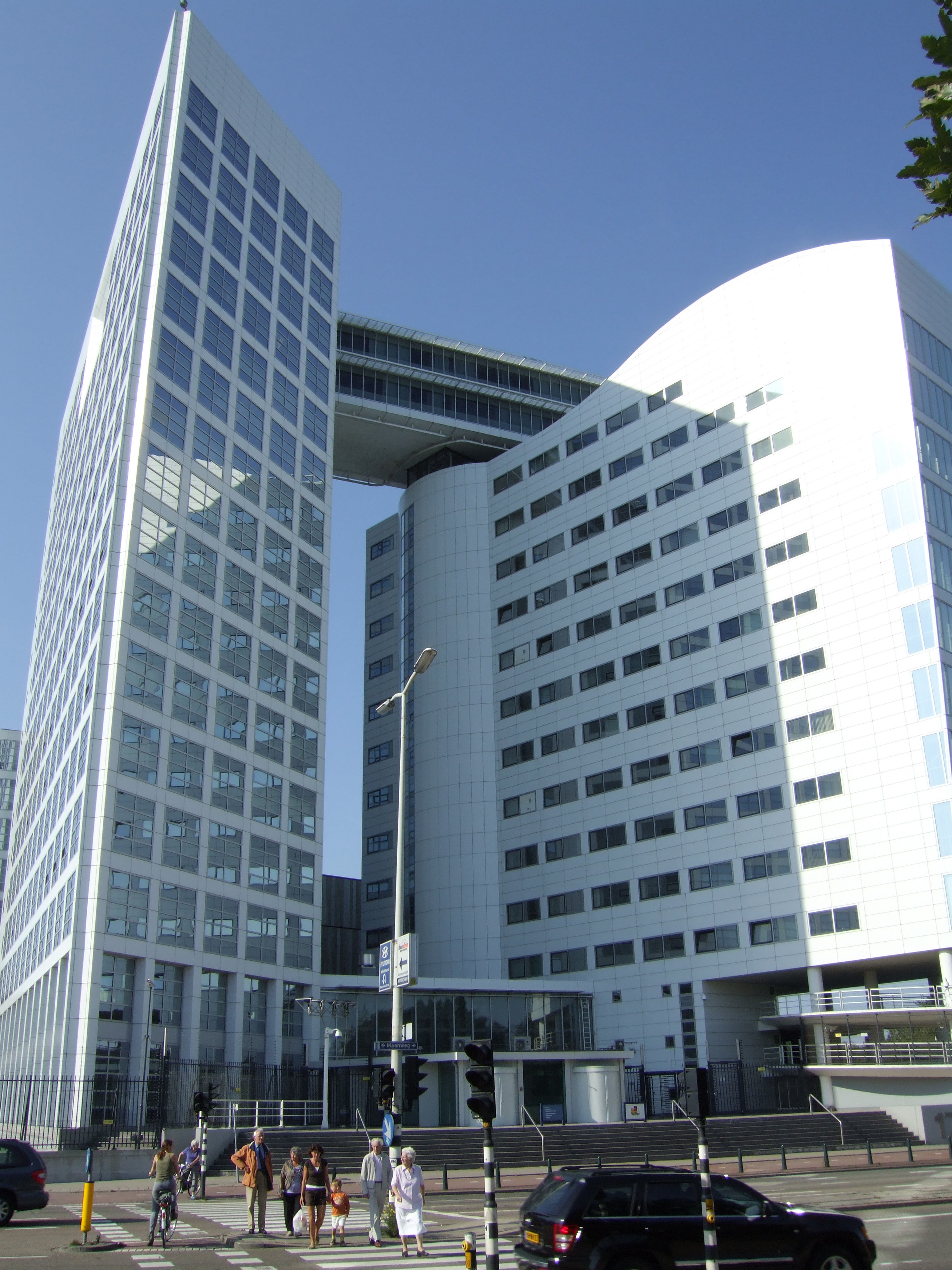
Bâtiments de la CPI à La Haye.

Le 21 avril 2003, Moreno Ocampo est élu comme premier procureur de la Cour pénale internationale alors de création récente,. Il prête serment pour un mandat de neuf ans le 16 juin 2003. En février 2009, il ouvre une enquête dans quatre affaires : dans le nord de l'Ouganda, en république démocratique du Congo, en République centrafricaine et au Darfour. La Cour a émis douze mandats d'arrêt. Parmi ces douze personnes, quatre personnes ont été arrêtées et deux sont décédées.
Moreno Ocampo ouvre une enquête contre les chefs de l'Armée de résistance du Seigneur, qui sont sous le coup de mandats d'arrêt de la CPI pour crimes contre l'humanité depuis 2005. 
En octobre 2006, un porte-parole du bureau du procureur dépose une plainte contre Moreno Ocampo pour une affaire de mœurs,. Un panel de trois juges de la CPI enquêtent et décident que la plainte est « manifestement infondée », mais Moreno Ocampo suscite une polémique en renvoyant le collaborateur qui a déposé la plainte. Le tribunal administratif de l'Organisation internationale du travail accorde alors à cet employé environ 120 000 livres sterling à titre de dommages, en statuant que Moreno-Ocampo n'a pas suivi la procédure et enfreint les droits de l'employé,. L'OIT indique que la plainte conte Moreno Ocampo a été déposée de bonne foi et que Moreno Ocampo n'aurait pas dû prendre part au processus de décision ayant conduit au licenciement de l'employé, étant donné qu'il est partie prenante à l'affaire.
Moreno Ocampo dirige l'enquête contre Germain Katanga et Matthieu Ngudjolo Chui, pour lesquels sont émis des mandats d'arrêt respectivement en 2007 et 2008 pour crimes contre l'humanité en République démocratique du Congo. En mars 2008, selon un rapport argentin publié sur internet, Moreno Ocampo a expliqué que les FARC pouvaient être poursuivies par la CPI. Moreno Ocampo a commencé à mener des tests préliminaires en Colombie, visant à évaluer l'opportunité de poursuites de dirigeant paramilitaires, ainsi que des entrevues avec des victimes. Il entreprend une visite en Colombie en août, après que la CPI ait commencé une enquête sur les « soutiens des FARC en dehors de la Colombie ».
Le premier procès de la CPI, celui du chef militaire congolais Thomas Lubanga est suspendu le 13 juin 2008, la Cour ayant décidé que le refus du procureur de rendre public des documents à décharge a enfreint le droit à un procès équitable. Le procureur a obtenu des preuves des Nations unies et d'autres sources sous condition de confidentialité, mais les juges décident que le procureur n'a pas appliqué correctement le Traité de Rome (17 juillet 1998) et qu'en conséquence, « the trial process has been ruptured to such a degree that it is now impossible to piece together the constituent elements of a fair trial ». Le 2 juillet 2008, la Cour ordonne la libération de Lubanga, statuant qu'« un juste procès équitable de l'accusé est impossible, il n'y a plus de justification de sa détention »,. La Chambre d'appel a accepté de maintenir l'accusé en détention le temps de l'examen de l'appel mené par le procureur. Le 18 novembre 2008, Moreno Ocampo accepte de rendre publique les informations demandées par les juges, en conséquence de quoi la décision de libération de l'accusé a été annulée et le procès a pu continuer,. Moreno Ocampo a été largement critiqué pour son action dans ce procès,,,.
Moreno Ocampo est également critiqué pour sa décision prise en juillet 2008 de poursuivre le président soudanais Omar al-Bashir, pour faits de génocide, crimes de guerre et crimes contre l'humanité. Antonio Cassese, Rony Brauman et  Alex de Waal (en) estiment que les preuves contre al Bashir sont insuffisantes. Cassese, ancien président du TPIY, préside la Commission d'enquête des Nations Unies sur le Darfour (en), qui conclut que le gouvernement du Soudan n'a pas pratiqué de politique de génocide. De Waal estime que « pendant dix-neuf ans, le président d'Al-Bashir a dirigé un gouvernement qui s'est rendu responsable d'un nombre incalculable de crimes. [...] Il y a deux semaines, Moreno Ocampo a réussi à accuser Al-Bashir du crime dont il n'est pas coupable. C'est un fait remarquable. Cassese a également indiqué que si Moreno Ocampo souhait sérieusement poursuivre Al-Bashir, il aurait dû émettre un mandat d'arrêt sous pli scellé à la Cour et demandé que le mandat d'arrêt soit également scellé, afin de ne révéler publiquement le mandat d'arrêt que lorsque Al-Bashir se serait déplacé à l'étranger, au lieu de rendre publique sa demande et permettre à Al-Bashir d'éviter l'arrestation en évitant simplement de sortir de son pays. 
En novembre 2008, Moreno Ocampo demande l'émission de mandats d'arrêt pour des rebelles accusés de la mort de membres de la force de maintien de la paix au Soudan. Les chefs de trois tribus du Darfour, qui se disent victimes de crimes de guerre, portent plainte contre Moreno Ocampo pour diffamation et pour provocation à la haine raciale.
En juin 2009, lors d'une interview à La Haye menée par le journaliste Yann Barte du Courrier de l'Atlas, Moreno Ocampo dit pour la première fois étudier les possibilités d'une poursuite pour les massacres de civils perpétrés à Gaza, en janvier 2009 et révèle son sentiment : « comment peut-on exclure la Palestine de la juridiction de la CPI (parce qu’elle n’est pas strictement un État), alors que personne d’autre ne peut intervenir en sa faveur ? » . Néanmoins, alors que la CPI fait face à des pressions américaines, il décide en 2012 de n'ouvrir aucune enquête.

### Rapport sur le Haut-Karabagh
En août 2023, alors que le Haut-Karabagh est soumis à un blocus total de la part de l'Azerbaïdjan, les Nations unies alerte sur « les risques de génocide au Haut-Karabakh ». Luis Moreno Ocampo publie au même moment un rapport de sa propre initiative. Celui-ci recense en détail les crimes de guerre commis par les forces armées azerbaïdjanaises envers la population arménienne de l'enclave. Ocampo n'hésite pas à qualifier les évènements en cours de génocide. L'historien spécialiste des génocides, Vincent Duclert, estime les faits recensés dans le rapport d'Ocampo d' « indubitables ». Il précise qu'au regard de l'article 2 de la convention pour la prévention et la répression du crime de génocide de l'ONU le fait d'affamer volontairement une population est constitutif d'un crime de génocide. Enfin, Duclert estime que la seconde guerre du Haut-Karabagh en 2020 et le blocus de 2023 ne sont que le prolongement du génocide arménien de 1915, la négation du génocide étant une doctrine d'État en Azerbaïdjan.

## Accusations de viol
Accusé de viol par une journaliste, il licencie un employé de la Cour pénale internationale ayant éventé l'affaire. La CPI est condamnée à indemniser l'employé par l'Organisation internationale du travail, qui établit que la journaliste n'avait pas effectué de fausse déclaration et que l'employé n'avait pas violé ses obligations professionnelles. L'affaire, "étouffée par la Cour pénale internationale" selon Le Temps (quotidien suisse), se solde par une décision de non-poursuites prise par la Présidence de la Cour pénale internationale, seule compétente du fait de l'immunité due à son Procureur, à huis clos. 

## Corruption
En 2017, le site d'information Médiapart, en collaboration avec huit autres médias internationaux, rend public des révélations issues de 40 000 documents confidentiels qui constitueraient « la plus grande fuite de données sur la justice internationale ». Les documents révèlent que Luis Moreno Ocampo, qui avait lancé un mandat d’arrêt contre Mouammar Kadhafi, a travaillé plus tard comme « consultant juridique » du milliardaire libyen Hassan Tatanaki, opposant à Kadhafi. L'ancien procureur tenait un rôle de lobbyiste chargé d’accrocher des casseroles judiciaires et de susciter des sanctions diplomatiques contre certains acteurs politiques libyens. Selon les documents, Luis Moreno Ocampo détiendrait par ailleurs des comptes et des sociétés dans des paradis fiscaux, au Panama et aux îles Vierges.